# Machilus oculodracontis
Machilus oculodracontis là loài thực vật có hoa trong họ Nguyệt quế. Loài này được Chun miêu tả khoa học đầu tiên năm 1953.